# Megan McArthur
Katherine Megan McArthur (Honolulu, 30 agosto 1971) è un'astronauta e oceanografa statunitense.
Partecipò alla missione Shuttle STS-125 per la riparazione del telescopio Hubble. Il 23 aprile 2021 è partita per la sua seconda missione spaziale, la SpaceX Crew-2, per prendere parte all'Expedition 65.

## Biografia

### Istruzione e primi lavori
Conseguì una laurea in ingegneria aerospaziale presso l'Università della California a Los Angeles nel 1993 e un dottorato Oceanografia presso l'Università della California, San Diego nel 2002. Mentre studiava per la laurea, Mcarthur condusse ricerche sulla propagazione acustica subacquea ed elaborazione del segnale digitale allo Scripps Institution of Oceanography. Lavorò come Capo ricercatrice durante le operazioni di raccolta dei dati in mare e condusse le operazioni di immersione durante lo spiegamento di strumenti sul fondo marino e le raccolte di campioni di sedimenti. In quel periodo, McArthur lavorò come volontaria al Birch Aquarium dello Scripps, dove condusse dimostrazioni educative per il pubblico dall'interno di una piscina espositiva da 260 m3 del California Kelp Forest.

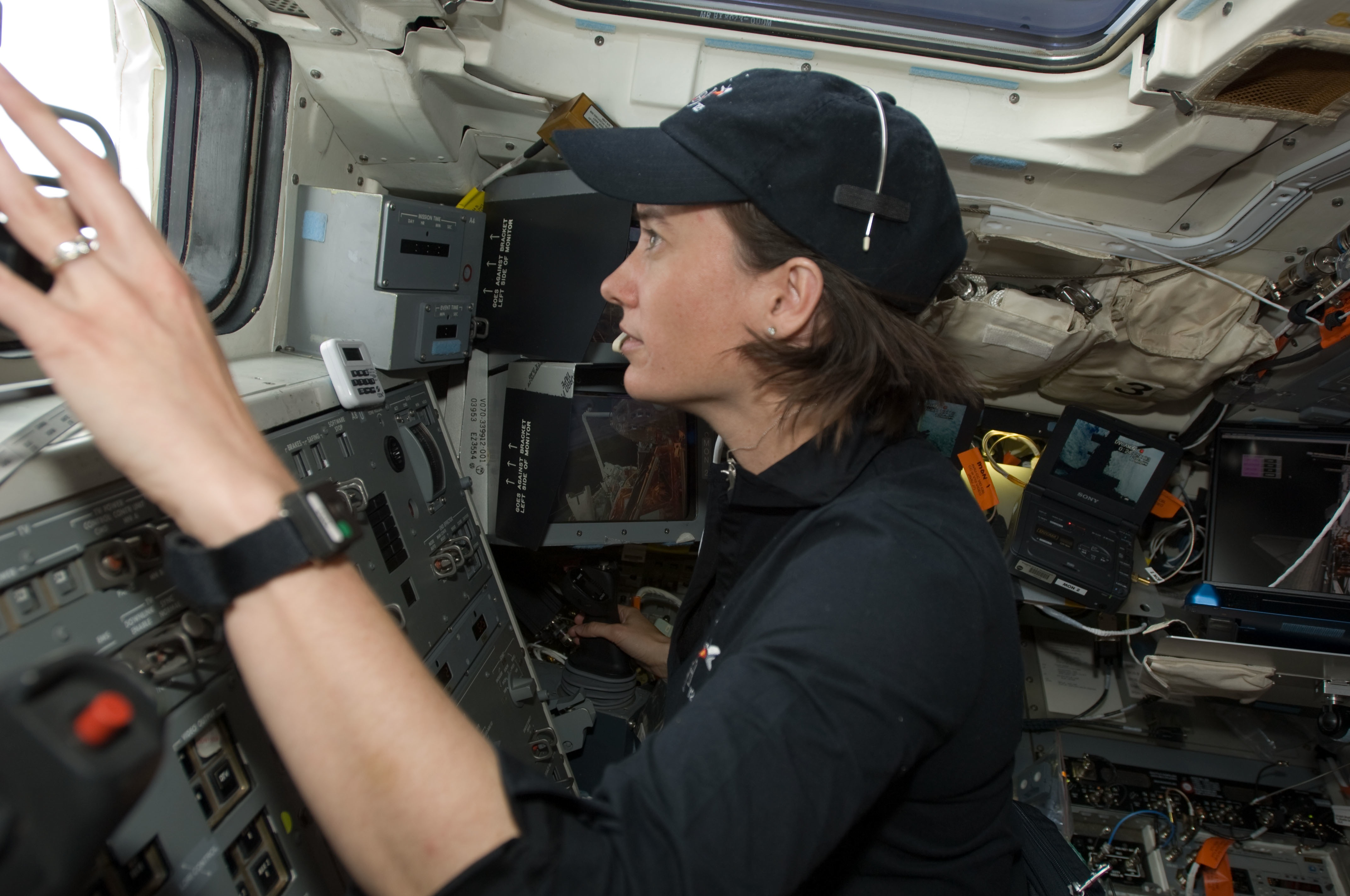
McArthur ai comandi del Canadarm1 durante l'STS-125

### Carriera come astronauta
Venne selezionato come astronauta nel ruolo di specialista di missione del Gruppo 18 della NASA nel luglio 2000. Dopo aver completato l'addestramento di base di due anni, venne assegnata al dipartimento Operazioni dello Space Shuttle dell'Ufficio astronauti NASA del Johnson Space Center, lavorando nel Shuttle Avionics Integration Laboratory (SAIL). In seguito lavorò nel Centro di controllo missione della Stazione spaziale internazionale e dello Space Shuttle in qualità di CAPCOM e come astronauta di supporto dei membri NASA di varie Expedition a bordo della ISS. McArthur fu capo dell'Ufficio degli astronauti per i veicoli spaziali in visita durante le prime missioni commerciali di rifornimento della Stazione Spaziale Internazionale. Nel luglio 2016 partecipò alla missione analoga sottomarina NEEMO 21 in qualità di comandante di missione a bordo del laboratorio Aquarius nelle coste della Florida. Nel 2016 lavorò come supporto agli equipaggi in addestramento e in orbita, come vice capo del dipartimento Operazioni della Stazione Spaziale Internazionale dell'Ufficio astronauti. Dal 2019 ricopre l'incarico di vicecapo dell'Ufficio astronauti, sotto la guida dell'astronauta Patrick Forrester.

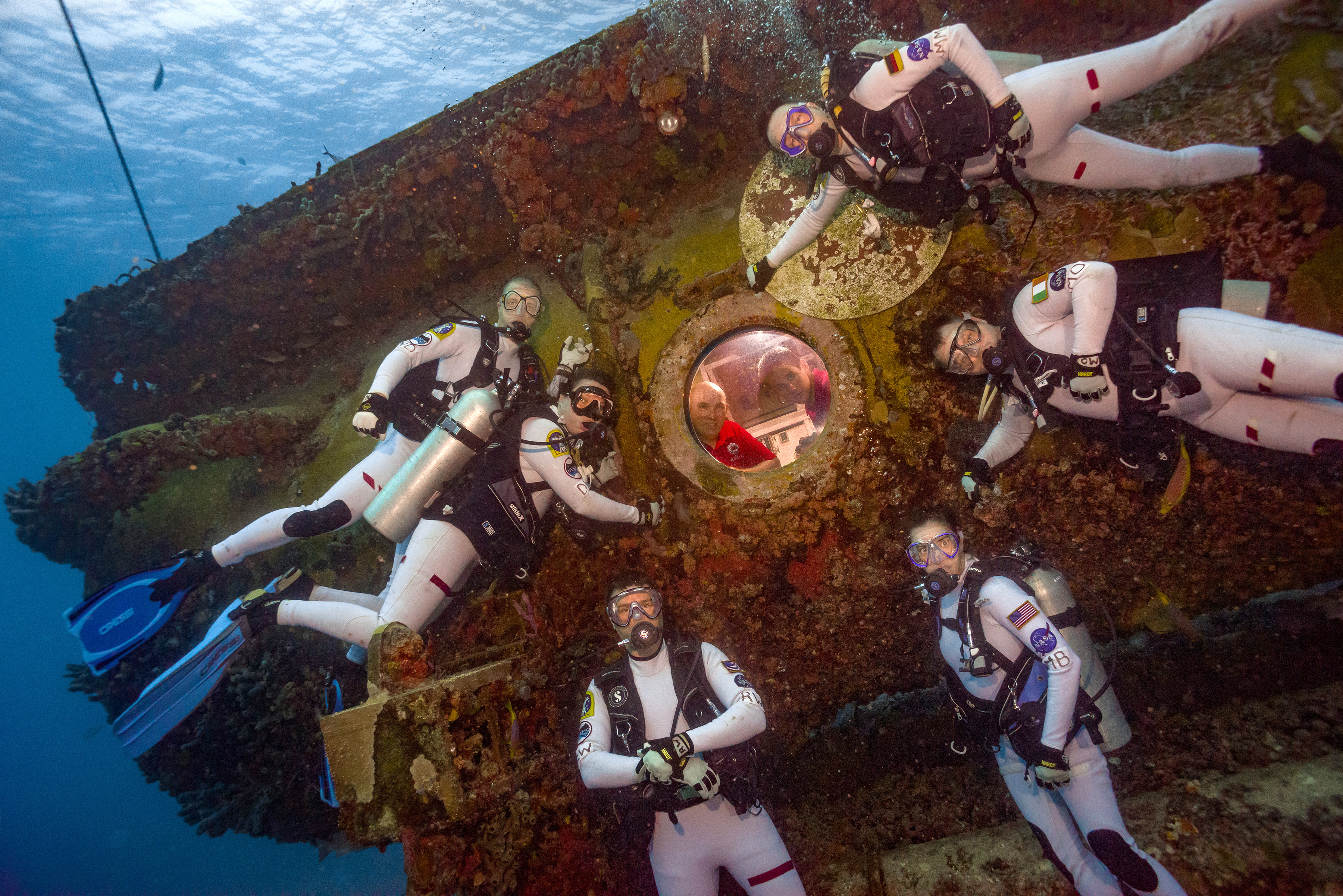
McArthur e gli altri membri dell'equipaggio NEEMO 21 all'esterno del laboratorio Aquarius

#### STS-125
Partì per la sua prima missione spaziale l'11 maggio 2009 a bordo dello Space Shuttle Atlantis per la missione STS-125, il cui scopo era la riparazione del telescopio Hubble. Si trattò della quinta e ultima missione di servizio dell'Hubble, le altre erano state l'STS-61 (1993), STS-82 (1997), STS-103 (1999) e STS-109 (2002). McArthur ricoprì il ruolo di ingegnere di volo durante il lancio e l'atterraggio dello Shuttle; inoltre fu responsabile robotico della missione, manovrando il Canadarm1 per la cattura dell'Hubble e durante le cinque attività extraveicolari della missione.

#### SpaceX Crew-2 (Expedition 65)
Alla fine di luglio 2020 venne assegnata come pilota della missione SpaceX Crew-2 con il comandante Robert Kimbrough e gli specialisti di missione Thomas Pesquet e Akihiko Hoshide. Il lancio è avvenuto il 23 aprile 2021 e durante la sua permanenza in orbita parteciperà alla missione di lunga durata Expedition 65.

## Vita privata
È sposata con l'astronauta NASA Robert Behnken e ha un figlio.  Nel tempo libero le piace fare immersioni, viaggiare e cucinare.